# Adoretus pallens
Adoretus pallens är en skalbaggsart som beskrevs av Blanchard 1851. Adoretus pallens ingår i släktet Adoretus och familjen Rutelidae. Inga underarter finns listade i Catalogue of Life.